# Luther Vandross
Luther Ronzoni Vandross (ur. 20 kwietnia 1951, zm. 1 lipca 2005 w Edison) – amerykański piosenkarz związany z gatunkiem rhythm and blues.
Jego matka Mary Ida, z zawodu pielęgniarka, pochodziła z Marion w stanie Karolina Południowa i była najlepszym przyjacielem Luthera od jego samego dzieciństwa. Ojciec artysty, Luther senior, pracował jako tapicer, stąd też sam artysta wspominał niejednokrotnie, że uwielbiał oglądać wielkie fabryki meblowe i miał słabość do wszystkich meblowych wykończeń. Ojciec miał cukrzycę i zmarł kiedy miałem jedynie osiem lat. Ale Bóg pilnuje mojego brata Anthony’ego i moje siostry Ann i Pat, by nie odeszły tak szybko jak Tata – wspominał Vandross. Jednak cukrzyca dotknęła prawie całą rodzinę – z powodu komplikacji cukrzycowych przedwcześnie zmarli Anthony (w wieku 42 lat) i Patricia (w wieku 50 lat) oraz bratanek Luthera, Ramone (w wieku 29 lat); Ann zmarła na astmę w wieku 52 lat. Sędziwego wieku dożyła jedynie Mary Ida Vandross (zmarła w kwietniu 2008 r. w wieku 82 lat).
Rodzina Luthera była muzykalna – oboje rodzice amatorsko śpiewali gospel i soul, a czasem, ku uciesze dzieci, tańczyli w domu. Jego siostra Patricia (występując pod nazwiskiem Van Dross) w połowie lat 50. należała do zespołu The Crests, skąd odeszła przed powstaniem ich pierwszego przeboju "Sixteen Candles". Luther miał 3 lata, gdy matka zaczęła uczyć go gry na pianinie.

## Dyskografia
- 1981 Never Too Much
- 1982 Forever, For Always, For Love
- 1983 Busy Body
- 1985 The Night I Fell in Love
- 1986 Give Me the Reason
- 1988 Any Love
- 1991 Power of Love
- 1993 Never Let Me Go
- 1994 Songs
- 1995 This Is Christmas
- 1996 Your Secret Love
- 1998 I Know
- 2001 Luther Vandross
- 2003 Dance With My Father
- 2003 Live 2003 at Radio City Music Hall